# Понтефракт
Понтефракт (англ. Pontefract) — старовинне торгове місто в Західному Йоркширі, Англія. Історично це місто було частиною Вест-Райдингу графства Йоркшир і є одним із міст округу Сіті Вейкфілд, населення якого за переписом 2011 року становило 30 881 осіб. Девіз Понтефракта — Post mortem patris pro filio, що латиною означає «Після смерті батька підтримай сина», що є посиланням на симпатії роялістів міста в Громадянській війні в Англії.